# Whitgreave
Whitgreave es una parroquia civil y un pueblo del distrito de Stafford, en el condado de Staffordshire (Inglaterra).

## Geografía
Según la Oficina Nacional de Estadística británica, Whitgreave tiene una superficie de 5,23 km².

## Demografía
Según el censo de 2001, Whitgreave tenía 188 habitantes (47,87% varones, 52,13% mujeres) y una densidad de población de 35,95 hab/km². El 23,4% eran menores de 16 años, el 75% tenían entre 16 y 74, y el 1,6% eran mayores de 74. La media de edad era de 35,45 años. Del total de habitantes con 16 o más años, el 27,78% estaban solteros, el 65,97% casados, y el 6,25% divorciados o viudos.
Todos los habitantes eran blancos. La mayor parte (97,88%) eran originarios del Reino Unido y el resto (2,12%) de los países europeos. El cristianismo era profesado por el 81,91%, mientras que el 11,7% no eran religiosos y el 6,38% no marcaron ninguna opción en el censo.
Había 70 hogares con residentes, 5 vacíos, y 3 eran alojamientos vacacionales o segundas residencias.